# Sheik Umar Khan
Sheik Umar Khan (6 marzo 1975 – 24 luglio 2014) è stato un virologo sierraleonese è considerato il medico "eroe" della lotta all'Ebola in Sierra Leone, morto dopo aver contratto il virus. Il ministro della Sanità, Miatta Kargbo, aveva definito Khan un "eroe nazionale", perché per mesi "ha trascorso 12 ore al giorno a salvare vite umane".
Nel 2019 in sua memoria un asteroide scoperto nel 1990 dall'astronoma statunitense Eleanor Helin all'Osservatorio di Monte Palomar è stato chiamato 6781 Sheikumarkahn .